# 梅田川 (神奈川県)
梅田川（うめだがわ）は、神奈川県横浜市緑区を流れ恩田川に注ぐ鶴見川水系の河川。

## 地理
神奈川県横浜市緑区三保町に源を発し、北東に流れる。横浜市緑区新治町で恩田川に合流する。
源泉は三保市民の森および隣接の森林より湧き出ている。そのうちの一つが「小鳥のオアシス」として市民の森内に整備されており、はっきりと源泉を視認することが出来る。源流域ではゲンジボタルやカワニナ、サワガニなどの生息、オランダガラシ（クレソン）やオモダカなど清流域の植物の植生が見られたが、近年は周辺の水田が潰され建設資材置き場になるなどして環境の悪化が懸念されている。
横浜市:梅田川ガイドマップによると、1級河川鶴見川の支川である梅田川は、横浜の緑の7大拠点の1つといわれる緑区・三保、新治地区の樹林や農地の多い地域を流れている。流域面積3.9km2、流路延長2.2km、河床勾配1/200から1/350のこの河川は川幅20m程度で、中流の三保念珠坂公園に接する部分を中心に生物の生息環境に対する多様な配慮がなされている。
計画では単断面河川で1m程度の落差工が予定されていたものを、水深 30cm程度の蛇行する低水路とし、魚の移動を考慮して落差工はスロープ化して乱杭を打ち、流れの複雑化と乱杭に草がからむことによる水深の確保が図られた。また、木工沈床による洗掘防止は、素材が多孔質のため植生の回復にも効果的となっている。
さらに、天端はコンクリートを施工せず土で埋め戻して、この部分の植生回復を早めた。合わせて、旧河川の蛇行部の保全や木柵土留による土羽護岸、管理用通路の土系舗装の使用等、多様な技法が盛り込まれた計画となっている。
隣接公園の樹林と景観的に一体化したことが、これらの試みを一層効果的にしている。
「梅田川・杉沢堰周辺の水辺環境整備」で、平成15年度国土交通省手づくり郷土賞（地域整備部門）受賞。
メダカ広場環境整備
都市に自然を呼び戻そうという時流の中で、都市河川においても治水·利水だけでなく親水という観点で見直そうと平成9年に河川法が改定された,これは、土木的に整備されてきた河川環境を、ランドスケープという視点で再構築することが求められ始めたことの現われと捉えられ、梅田川の環境整備はその社会的ニーズに応えるべく、多自然型の河川整備（多自然川づくり）を行った事例である。
計画地である梅田川周辺は緑豊かな谷戸の残る農村地帯であるが、下流部は宅地開発等が進み新旧住民が混在しており、新たな地域コミュニティーを形成する必要に迫られている場所でもある。
計画に際し、川と人が本来持っていた柔軟でやさしい関係を保つことのできる空間として「川と人のいい関係」をテーマにランドスケープデザインの展開を図られ、特に高齢化社会到来に対応すべく、子供からお年寄りまで転 広く利用できる地域密着型の川づくりを目指し、隣接する小学校、養護学校とも連携を図り、環境学習の場としての活用も視野に入れられた。
整備にあたり、都市における川のありかたとして、川の風景の創出、人と自然との共生、川のユニバーサルデザインという三つの視点が大切にされ、空間を川の中のゾーンと護岸上部の管理用通路を中心としたゾーンに分けられ、川の中は生きもの中心の自然生態系をはぐくむ空間構成とし、治水の為の安全性を確保する構造物以外は、極力川の営みに呼応できるように、自然素材や伝統河川工法を活用してランドスケープデザインの展開が図られた。また梅田川自身の水辺の植生を復元するために、法面の芝生以外は人為的に植栽することを避けられた。護岸上部は人が楽しむための空間として休憩用のデッキを設け、周辺の谷戸の風景との一体化を図るために在来種が中心に配植された。また、川と人の接点として川岸に降りられるスロープを設け、養護学校の重度障害児童も水に触れる事ができるよう潜り橋がデザインされた。

## 歴史
- 1972年4月：一級河川に指定。
- 1978年11月7日：横浜市が浸水被害対策の重点改修河川として都市計画を決定。恩田川合流点から三保橋間。改修延長2.23km。
- 1997年度：市民参加の試みとして「川づくりワークショップ」を開催。
- 1998年：国土交通省水辺の楽校（みずべのがっこう）プロジェクトの計画策定が登録。一本橋メダカひろばから念珠橋までの1.1km。
- 2003年4月1日：管理権限を神奈川県から横浜市へ移譲。

## 橋梁
下流より記載
- （恩田川）
- 旭日橋
- 新治橋
- 鉄道橋（東日本旅客鉄道横浜線）
- 西ノ前橋
- 一本橋
- 神明橋
- 念珠橋
- 竹橋

## 河川施設
- 梅田川遊水地（貯留量20,900km3）

## 流域の観光地
- 三保市民の森（神奈川県横浜市緑区三保町）